# هنري إف. لورانس
هنري إف. لورانس هو سياسي أمريكي، ولد في 31 يناير 1868 في غرينسبورغ في الولايات المتحدة، وتوفي في 12 يناير 1950 في كاميرون في الولايات المتحدة. نشط حزبياً في الحزب الجمهوري. وقد انتخب عضو مجلس النواب الأمريكي ‏.